# Terytorium nieinkorporowane
Terytorium nieinkorporowane (ang. unincorporated territories) – forma ustrojowa niektórych terytoriów zależnych Stanów Zjednoczonych, które znajdują się pod jurysdykcją Stanów Zjednoczonych, lecz obowiązują na nich tylko wybrane elementy amerykańskiej Konstytucji (w odróżnieniu od terytoriów inkorporowanych, w których obowiązuje cała Konstytucja). Terytoria nieinkorporowane dzielą się na zorganizowane i niezorganizowane.
Terytoria zorganizowane (ang. organized territories) to terytoria, dla których Kongres Stanów Zjednoczonych przyjął Organic Act, będący podstawowym aktem prawnym określającym całościowy sposób rządów danego terytorium. Istnieją cztery take terytoria:  Guam, Mariany Północne, Portoryko i Wyspy Dziewicze Stanów Zjednoczonych. Mariany Północne i Portoryko, ze względu na swój specyficzny status (US Commonwealth – wspólnota USA), są terytoriami stowarzyszonymi ze Stanami Zjednoczonymi. 
Terytoria niezorganizowane (ang. unorganized territories) to terytoria, dla których nie został przyjęty Organic Act. Są to przeważnie niezamieszkane, izolowane geograficznie wyspy na Oceanie Spokojnym i Morzu Karaibskim, które nie zostały formalnie włączone do innych jednostek administracyjnych (terytoriów) i są zarządzane przez różne agendy rządu amerykańskiego. Terytoriami tego typu są: Baker, Howland, Jarvis, Johnston, Kingman, Midway, Navassa, Wake. Do terytoriów niezorganizowanych zalicza się również jedno terytorium zamieszkane – Samoa Amerykańskie. Mimo że ma ono stałych mieszkańców, własny parlament i rząd, cały jego ustrój oparty jest na lokalnej konstytucji, a nie na Organic Act nadanym przez Kongres. Dlatego zgodnie z amerykańskim prawem Samoa Amerykańskie również jest terytorium niezorganizowanym.